# 臺虎精釀
臺虎精釀股份有限公司（英語：Taihu Brewing）簡稱臺虎精釀、臺虎，是臺灣一家以生產精釀啤酒為主的公司，2013年品牌創立，2014年於台北市大安區的啜飲室正式登記營業，2016年臺虎釀酒廠於新北汐止成立。

## 簡介

### 創始初衷
臺虎精釀由吳祖倫與四位同樣喜愛精釀啤酒的合夥人共同創立了臺虎精釀股份有限公司，並以打造國際精釀啤酒品牌為目標開啟事業。

### 命名由來
臺虎的「虎」，代表了台灣人勇往直前的精神。並且LOGO設計上也採用「藍地黃虎旗」的虎結合古代裝酒的酒器「葫蘆」。

### 沿革
- 2013年「臺虎精釀」品牌創立。

- 2014年於台北市大安區開立「啜飲室」作為啤酒體驗空間，並以代理國外啤酒品牌為主[2]。
- 2015年於台北市信義區開設第二間「啜飲室」
- 2016年於新北市汐止區建立研發性質酒廠（Taihu Lab）釀製自有品牌啤酒。
- 2017年於新北市汐止區收購一間鐵工廠，並改裝為量產啤酒廠「臺虎福德酒廠」[3]

## 旗下據點

### 餐酒館/酒吧/咖啡
- 臺虎 啜飲室大安 Taihu CYS Daan
- 臺虎 信義 Taihu XinYi
- 臺虎 臺中 Taihu Taichung
- 臺虎 西門 Taihu Ximen
- 臺虎 居餃屋 Taihu Gyoza Bar
- Bar Bodega
- Bar Med
- NSFW Pizza & Coffee

### 酒廠
- 臺虎研發酒廠
- 臺虎福德酒廠

## 聯名合作

### 演藝界
- 滅火器：Fire Beer[4]
- 金馬獎：金馬53精釀啤酒[5]
- 厭世姬：厭世動物園系列[6]
- Tizzy Bac：開放性骨折[7]
- 拍謝少年：嗨口味皮爾森[8]
- 小犬工作室：Taihu Woof 汪汪旺[9]
- 姚瑞中：臺虎IPA外觀設計[9]

### 餐飲界
- 乾杯：酒裡桂花香[10]、雷夢撞擊-檸檬海鹽水果啤酒[11]
- 黑松沙士：黑松沙士風味啤酒[12]
- 微熱山丘：熱虎旺旺來鳳梨酒[13]
- 週末炸雞俱樂部：臺虎生啤酒〈嗨〉週末炸虎限定版[14]
- 老虎牙子：虎虎蔘風[15]

### 企業界
- 台北晶華酒店：台灣在地烏龍精釀啤酒
- 星巴克：哥倫比亞香草奶油艾爾、瓜地馬拉節慶司陶特、熱帶果香酒花艾爾
- 長榮航空：茉莉綠茶精釀啤酒[16]
- 安達窯：臥虎藏茶水果酒[17]
- 大甲鎮瀾宮：臺虎生啤酒〈嗨〉 - 大甲媽限定罐裝版[18]

### 體育界
- 中華職棒：中華職棒X臺虎推紀念啤酒[19]

### 社會公益
- LGBT：無酒標啤酒[20]
- 流浪狗：臺虎瓜啤狗Watermelon Salty Dog[21]
- 在地小農：台式沙瓦[22]
- 海洋環保：Taiwanderful海洋垃圾聯展[23]
- 澎湖花火節：臺虎生啤酒＜嗨＞澎湖花火節限定版[24]

### 精釀啤酒吧
- 日本精釀啤酒吧Watering Hole：相思相愛[25]
- 台南精釀啤酒吧Bar T.C.R.C.：餞男醋女酸啤酒[26]

## 獎項榮譽
- 2019年國際啤酒大賽IBC：一金二銀[25]
- 2019 World Beer Awards世界啤酒大賽：共5項獲獎[27]

## 外部連結
- 臺虎精釀官網 （页面存档备份，存于）
- 臺虎精釀 Taihu Brewing的Facebook專頁